# Pierrefiche (Aveyron)
Pierrefiche – miejscowość i gmina we Francji, w regionie Oksytania, w departamencie Aveyron. W 2013 roku jej populacja wynosiła 276 mieszkańców. 